# Peter Winter (Journalist)
Peter Winter (Pseudonym: Harry Mink) (* 30. September 1935 in Troppau, Tschechoslowakei; † 15. Dezember 2011 in Hannover) war ein deutscher Cartoonist und Kunstkritiker.

## Leben und Wirken
Winter übersiedelte im Sommer 1945 in die Mark Brandenburg. Noch vor dem Abitur zeichnete er Karikaturen für die Märkische Volksstimme. Von 1953 bis 1957 studierte er Kunstpädagogik an der Humboldt-Universität zu Berlin.  Von 1957 bis 1958 war er Zeichenlehrer in Rheinsberg und zog dann nach Niedersachsen. Nach dem Referendariat in Hannover wurde er – als Nachfolger von Raimund Girke – Lehrer am Gymnasium Walsrode.

### Cartoonist
Unter dem Pseudonym Harry Mink zeichnete Winter seit Mitte der 1960er Jahre Karikaturen für das Magazin Stern, die satirischen Zeitschriften Simplicissismus und Pardon, die Hamburger Wochenzeitung Die Zeit sowie die Zeitschriften Theater heute und Kunst und Unterricht. Bereits in den 1960er Jahren hatte er eine erste Cartoon-Ausstellung im Theater Göttingen. „Aus ironischem Blickwinkel betrachtet und schließlich zu Papier und Pappe gebracht, blitzt allerdings hinter den Alltäglichkeiten Grundsätzliches hervor, seien es menschliche Schwächen oder gesellschaftliche Zustände.“ (Renate Puvogel)  Als Cartoonist zeichnete er keine Bildfolgen, sondern nahm in Einzelmotiven frei erfundene Alltagssituationen aufs Korn. In späteren Jahren aquarellierte Mink seine Cartoons und reicherte sie mit Collageelementen an.

### Kunstkritiker
Ab 1969 berichtete er als Peter Winter regelmäßig für die Frankfurter Allgemeine Zeitung über Kulturereignisse in Norddeutschland. Darüber hinaus lieferte er Zeitschriftenbeiträge an deutsche und internationale Kunstzeitschriften. Von Peter Winter kamen die Ausstellungsbesprechungen in der FAZ unter anderen über die Hamburger Deichtorhallen, das Kunstmuseum Wolfsburg, das Sprengel Museum in Hannover, die Bremer Kunsthalle und den Kunstverein Kiel sowie Berichte über Ausstellungen seiner Künstlerkollegen Saul Steinberg und Tomi Ungerer im Wilhelm-Busch-Museum in Hannover. Seine letzte Ausstellungskritik erschien unter dem Titel Auf Farbbahnen – K. H. Hödicke im  Oktober 2004. „Nicht viele Kritiker konnten eine so kunstnahe und sinnliche Sprache entwickeln wie Peter Winter …“ schrieb die FAZ zu seinem 70. Geburtstag.
Winter, der in Hannover lebte und arbeitete, war geschieden und hatte vier Kinder. Seit Mitte der 1980er Jahre war er in zweiter Ehe verheiratet.

## Ausstellungen
- 1999: mal hoch, mal quer, Museum der Stadt Ratingen
- 2002: Katzen, Käuze, kleine Katastrophen. Landesmuseums für Kunst und Kulturgeschichte,  Oldenburg
- 2002: Frauen, Freaks und freche Sprüche Cartoons und Collagen von Harry Mink. Wilhelm-Busch-Gesellschaft, Hannover
- 2005: Köche, Katzen, Kurtisanen, Villa Ichon am Goetheplatz, Bremen
- 2011: Jedem das Sein, Kunstverein Imago, Walsrode

## Schriften
- Protokolle aus einer möglichen Wirklichkeit. Sieben Stichpunkte zum Werk des Malers. Franz Radziwill, Reutlingen 1975
- Katzen, Käuze, kleine Katastrophen, Merlin, Berlin 2002 ISBN 978-3875362343
- Intraphychischer Realist – Walter Stöhrer. In: Kunstforum international, Band 55